# Fenimore Rock
Fenimore Rock ist eine kleine unbewohnte Insel der Andreanof Islands, die zu den Aleuten 
gehören. Die 270 m lange, 35 m hohe Insel liegt zwischen Atka Island und Tagalak Island.
Das Eiland wurde 1936 nach einem Schiff der Nordpazifischen Forschungsexpedition von 1855 benannt. 